# Сага за изгарянето на Нял
„Сага за изгарянето на Нял“ (на исландски: Brennu-Njáls saga) е вероятно най-известната от „Сагите за исландци“. Съвременните исландци обикновено съкращават названието на „Няла“.

## Обща информация
По форма епическа поема, тази творба на анонимен автор от XIII век описва поредица кръвни вражди. Предполага се, че авторът е живял в Югоизточна Исландия; друго за него почти не е известно. Сагата има славата на най-велика и любима исландска поема. Обхватът на материала и отпратките в самия текст предполагат, че авторът е бил изключително добре образован и начетен.
Описаните в сагата събития вероятно са се случили между 930 и 1020 г., период, който обхваща покръстването на Исландия от 999 г. и битката при Клонтарф близо до Дъблин през 1014.
Макар в общи линии сагата да е съгласувана с историческата действителност, и да описва местности, запазили същите имена до наши дни, не е сигурно доколко тя е правдив исторически разказ и доколко фантастична история. И в двата случая повествованието за изгарянето на Нял показва колко разрушителни по природа могат да бъдат кръвните вражди, и дава сведения за методите, с които старите исландци са ги решавали. Сагата засяга и събития извън Исландия, като дава полуисторическо описание на битката при Клонтарф и смъртта на Браян Бору.

## Сюжет

### Хьортур и Хатлгердур
Първият епизод на сагата покрива периода от сгодяването на исландците Хьортур Херьолфсон и Уннур до лошите последствия от развода им. Разказва се за подвизите на Хьортур в Норвегия, където той печели чест и богатства в двора на тамошния крал и в бой, но проваля предстоящия си брак, като става любовник на застаряващата кралица-майка – Гунхилдур. Когато той отрича да има жена в Исландия, тя го проклина да не може да консумира брака си. След като Уннур се развежда с него, той задържа зестрата, като предизвиква баща ѝ на двубой. Макар това да е съгласувано с исландското право, то накърнява честта му. По-нататък сагата проследява историята на племенницата му Хатлгердур по време на първите ѝ два брака. И двамата нейни съпрузи умират от секирата на подозрителния ѝ брутален пастрок Тьостулфур. Хатлгердур предизвиква първото убийство но не и второто, макар то да се дължи на семейна свада с втория ѝ съпруг. Хрутур отмъщава за убийството като убива Тьостулфур, роднина.

### Гуннар и Нял
В следващия епизод на поемата се въвеждат Гуннар Хаумундарсон и Нял Торгейрсон. Гуннар е храбър и изключително силен физически, страшен берсерк, а Нял обладава извънредна мъдрост и няма равен на себе си в исландското право; двамата са добри приятели. Когато се налага Гуннар да препотвърди иска на Уннур за зестрата, Нял го подучава за правилния подход. Чрез умела режисура на събитията Гуннар прави така, че процесът да започне в дома на самия Хрутур. В крайна сметка Хрутур губи. Въпреки унижението си той се надява в бъдеще да спечели приятелството на Гуннар.
Той получава тази възможност, когато Гуннар се завръща с почести от пътуване до Скандинавия. В цялата си прелест той отива на алтинга – Народното събрание на старите исландци – и се среща с Хатлгердур. Те се влюбват и скоро се женят, въпреки предупрежденията на Хрутур към зетя му за проклетия нрав на Хатлгердур, и опасенията на Нял.
Същите се оправдават, когато своенравната Хатлгердур се сблъсква с Бергтоура, жената на Нял. Хатлгердур успява да убеди няколко нехранимайковци да убият член на семейството на нейната противничка, а Бергтоура отговаря със същото. След всяко убийство, следващото по-жестоко от предишното, Нял и Гуннар се помиряват отново и отново, и се изплаща вергилд (кръвнина) според статуса на убития. Петата жертва е Тордур Сина на Освободения Роб, който някога отгледал синовете на Нял. Трауин Сикфусон, чичо на Гуннар и зет на Хатлгердур придружава убийците. Когато враждата секва и са скрепени помиряванията, участието на Трауин в това убийство предизвиква сетнешен смут.

### Враждите на Гуннар
Хатлгердур използва един от сподвижниците си за да ограби заможния Откетл. Гуннар незабавно се опитва да се помири с ограбения, но щедрите му предложения за спогодба са отхвърлени. Подема се процес срещу него, който той печели с помощта на Нял и добива голяма чест. При скандала си с Хатлгердур заради постъпката ѝ той ѝ зашлевява шамар, което я настройва срещу него. По-късно това ще има фатални последици.
Откетл неволно наранява Гуннар. Раната е последвана от обида и Гуннар неохотно решава да отмъсти. Със закъснялата помощ на брат си Колскекгур, той убива Откетл и неговите гости.
Под влиянието на Нял, Гуннар урежда ново помиряване и репутацията му продължава да расте. Нял го предупреждава, че това ще предизвика нова вълна убийства.
Скоро след това Гуннар приема предизвикателство за конски бой от човек на име Старкадур. По време на боя на двата коня противниците на Гуннар нападат него и хората с него. В неравния бой нападнатите побеждават, но Гуннар губи брат си Хьортур.
Това стопля сърцето на Мьордур Валгардсон, отколешен враг на Гуннар, мръсник и мазник. Мьордур мрази Гуннар заради успехите му и се ползва от услугите на наемници за козните си. Той научава, че Нял е предрекъл смъртта на Гуннар ако същият убие двама члена на едно и също семейство. Мьордур организира покушение над Гуннар с помощта на лица, недоволни от помиряването. Гуннар отново побеждава благодарение на късмета си (за северните народи „голям късмет“ означава полунеуязвимост), но в боя убива втори член на същото семйство, както се е опасявал Нял. Последвалите събития принуждават Гуннар и Колскекгур да напуснат Исландия за три години.
Подготовката за отплаването е приключена, но когато Гуннар напуска дома си, той поглежда назад, и запленен от красотата на родната си Исландия, решава да не я напуска, с което се превръща в човек извън закона. Той продължава да живее все едно нищо не се е случило, но враговете му, най-вече Мьордур, търсят отмъщение и го нападат. Той се отбранява в дома си до момента, когато тетивата на лъка му биват срязани. Той моли Хатлгердур за кичур от косата ѝ за да възстанови лъка си, но отмъщавайки си за някогашната плесница, тя отказва. Мьордур предлага да изгорят Гуннар жив в дома му, но сподвижниците на мръсника решават, че това е безчестно, и отказват. Вместо това събарят покрива, добирайки се до жертвата. Гуннар е погубен. Преди да се постигне помирение за това вероломно убийство, синът на Нял – Скарпхиедин – помага на Хьогни Гуннарсон (т.е. „Синът на Гунар“) да извърши няколко акта на отмъщение.

### Каури и изгарянето на Нял
След пътуването до Скандинавия Трауин и двама от синовете на Нял – Гримур и Хелги – се завръщат с богатство, почести и младоженци. Пътувалият с тях Трауин пристига с проклетия Хранур, а синовете – с благородния Кери, който се жени за сестра им. Те обаче се завръщат огорчени от начина, по който фактическият владетел на Норвегия от онова време се е отнасял с тях, и необосновано обвиняват Трауин. Нял ги упреква за това и ги съветва да го направят публично достояние, за да излезе като въпрос на чест. Трауин отказва помиряване и противниците им, в т.ч. Хатлгердур, ги оскърбяват. Това е последното явяване на Хатлгердур в поемата.
Следва най-важната битка в сагата. Синовете на Нял заедно с Каури подготвят засада на Трауин и сподвижниците му. Помежду им има река, покрита с лед. Скарпхиедин прескача реката и обезглавява Трауин, плъзгайки се по леда покрай него. Атакуващите убиват четирима, между които човек на име Храпн.
Братът на Трауин – Кетитл, който е женен за дъщеря на Нял, урежда мира между враждуващите, а Нял го скрепява, като осиновява Хьоскулдур, сина на Трауин. Хьосклулдур израства в дома на Нял като любимия му син – скандинавските народи често признават на детето двама бащи – един биологически и един духовен. Когато детето достига зрелост, Нял урежда той да стане вожд и му намира добра партия – красивата Хилдигуннур.
В този епизод на сагата има описание на покръстването на Исландия от 999 г.Текст на външната препратка

### Хьоскулдур и Флоси; Изгарянето
Мьордур Валгардсон започва да завижда на Хьоскулдур за успешното му управление, което омаловажава неговото собствено. Той настройва синовете на Нял срещу доведения им брат. Заедно с Мьордур и Кари те го убиват, докато сее полето си. Смъртта му е тежък удар за Нял. Флоси, чичото на жената на Хьоскулдур, търси да си отмъсти на убийците и иска помощ от могъщи вождове. По увещание на Хилдигуннур той решава да избере кръвно отмъщение. Синовете на Нял се оказват в положение да молят на алтинга за помощ. Скарпхиедин в пристъп на покруса обижда много от онези, които биха могли да му помогнат.
След известни дебати са избрани съдии, в това число човек на име Снорри, който предлага да се изплати кръвнина в размер три пъти по-голям от стандартния. Това са толкова много пари, че само съдиите могат да ги платят (така по-късно Нял трябва да урежда сметките си с тях вместо с ищците, което е удобно за него). Мнозина приятели на Нял доброволно и безвъзмездно помагат с пари, но когато Нял добавя към купчината злато и скъпото си наметало, Флоси заявява, че наметалото било женско (а то е унисекс), което било обида, и така до примирие не се стига. (Нял е голобрад, а това се счита много грозно и недостойно сред северните народи. Съответно да предложи наметалото си на някого е да го обяви за жена, което обяснява „обидата“).
Всички участници в алтинга го напускат в очакване на трагичната развръзка, която не закъснява. Сто души нападат дома на Нял, когото охраняват тридесет, сред които и синовете му. Предчувствайки обречеността си (за скандинавците съдбата и късметът са непреодолима, мощна и заразна сила), Нял нарежда на защитниците да се отбраняват зад стените на къщата. Синовете знаят, че това е тактически неизгодно, но се подчиняват. Флоси разрешава на невинните сред защитниците да избягат и подпалва дома. Нял, жена му и внукът им Тордур са изгорени живи, но понеже са приели християнството, телата им, покрити със семейната завивка, чудодейно не изгарят.

### Алтингът
Двете враждуващи страни се събират на алтинга. Започва делото срещу подпалвачите. Торхал, доведеният син на Нял, не издържа на напрежението и когато процесът изглежда да достига до задънена улица, той грабва копието си и започва бой, в който пада убит Льотур, братовчедът на Флоси.
Бащата на Льотур, Хатлур от Сида, се възползва от примирието, за да призове за прекратяване на враждите, и като новопокръстен християнин отказва да поиска вергилд за сина си. Трогнати от това, всички освен Каури и племенникът на Нял, Торгейр достигат до споразумение. В знак на съпричастност към мъката и постъпката на опечаления баща алтингът събира парите за кръвнината като дарение. Подпалвачите са изпратени в изгнание за три години.
Преди синовете на Сикхфус да успеят да достигнат дома си, Каури ги напада, и по-голямата останала част от сагата описва отмъщението му над тях. Подпомагат го Торгейр и един глупав самохвалко на име Бьорн. Каури преследва синовете на Сикхфус до Оркней и Уелс. В Оркней той се втурва в залата на местния ярл и убива човек, дръзнал да представи невярна картина на събитията.
След поклонничество до Рим помиреният със себе си Флоси се завръща в Исландия. Каури го следва, но корабът му се разбива близо до дома на Флоси. Изпитвайки достойнството на врага си, той го моли за помощ. Така те окончателно се помиряват. Каури се жени за вдовицата на Хьоскулдур. Най-сетне има мир.